# Кірсинське міське поселення
Кі́рсинське міське поселення (рос. Кирсинское городское поселение) — адміністративна одиниця у складі Верхньокамського району Кіровської області Росії. Адміністративний центр поселення — місто Кірс.

## Історія
Станом на 2002 рік на території сучасного поселення існували такі адміністративні одиниці:
- Верхівський сільський округ (селище Пещера, присілки Кочкіно, Плотнікови)
- місто Кірс (місто Кірс, селища Барановка, Гар, Чернігівський)

Поселення було утворене згідно із законом Кіровської області від 7 грудня 2004 року № 284-ЗО у рамках муніципальної реформи шляхом об'єднання міста Кірс та Верхівського сільського округу.

## Населення
Населення поселення становить 10355 осіб (2017; 10442 у 2016, 10610 у 2015, 10809 у 2014, 10972 у 2013, 11191 у 2012, 11388 у 2010, 12362 у 2002).

## Склад
До складу поселення входять 7 населених пункти:
| Населений пункт       | Населення, осіб (2002) | Населення, осіб (2010) |
| --------------------- | ---------------------- | ---------------------- |
| Барановка, селище     | 254                    | 88                     |
| Гар, селище           | 251                    | 213                    |
| Кірс, місто           | 11786                  | 10420                  |
| Кочкіно, присілок     | 358                    | 286                    |
| Пещора, селище        | 400                    | 300                    |
| Плотнікови, присілок  | 60                     | 55                     |
| Чернігівський, селище | 71                     | 26                     |